# Джентилони, Винченцо Отторино
Винченцо Отторино Джентилони (итал. Vincenzo Ottorino Gentiloni; 13 октября 1865, Филоттрано — 2 августа 1916, Рим) — итальянский юрист и католический политик.

## Биография
Родился 13 октября 1865 года в Филоттрано, сын графа Исидоро Джентилони и графини Марии Сегрети. Семья Джентилони относилась к древним дворянским фамилиям, и Исидоро, будучи офицером папского ополчения, в 1860 году участвовал в битве при Кастельфидардо между папскими войсками и армией Сардинского королевства в ходе Рисорджименто. Получил строгое католическое воспитание в семье, учился сначала в частных школах Филоттрано, затем в римском классическом лицее имени Эннио Висконти, одновременно посещая иезуитскую конгрегацию. Поступил на юридический факультет Римского университета и окончил его с отличием в возрасте двадцати одного года.
В 1892 году занялся политикой, в 1909 году папа Пий X назначил Винченцо Джентилони председателем Итальянского католического союза избирателей. Джентилони занялся вовлечением верующих католиков в политическую жизнь Италии, несмотря на запрет возмущённого аннексией Папской области папы Пия IX (Non expedit). Наибольшим его достижением стал так называемый «пакт Джентилони» — система соглашений между правительством и Католическим союзом избирателей, принятых в преддверии парламентских выборов 1913 года (первые выборы в итальянской истории, осуществлённые на принципах всеобщего избирательного права для мужчин). Союз обещал поддерживать исключительно кандидатов, действующих в русле католической программы «7 пунктов» (в частности: сохранение религиозных конгрегаций и частных католических школ, религиозное образование в городских школах, абсолютное неприятие разводов, равное представительство в органах власти разного уровня экономических организаций, а также общественных объединений, в том числе католических).
Привлечение католических избирателей помогло Либеральной партии Джованни Джолитти одержать победу, но это обстоятельство вызвало опасения левых по поводу чрезмерного усиления их противников и способствовало нарастанию политического конфликта, который привёл к отставке Джолитти в марте 1914 года.
Политическое противостояние вокруг выборов 1913 года, начало Первой мировой войны, смерть Пия X и восшествие на папский престол Бенедикта XV создали вокруг фигуры Джентилони неблагожелательную политическую атмосферу. В январе 1916 года он подал в отставку, Бенедикт XV её принял и назначил новым председателем Католического общества избирателей графа Сантуччи. Тем не менее, он направил графу Джентилони благодарственное письмо и наградил его степенью командора ордена Пия IX.
2 августа 1916 года Винченцо Отторино Джентилони скончался в Риме от инфаркта миокарда.